# (37379) 2001 VP92
2001 VP92 (asteroide 37379) é um asteroide da cintura principal. Possui uma excentricidade de 0.16672440 e uma inclinação de 11.53652º.
Este asteroide foi descoberto no dia 15 de novembro de 2001 por LINEAR em Socorro.